# Homicide (serie televisiva)
Homicide (Homicide: Life on the Street) è una serie televisiva statunitense di genere poliziesco, creata dall'ex critico cinematografico Paul Attanasio, basata sul libro Homicide: A Year on the Killing Streets di David Simon, prodotta da NBC.

## Trama
La serie è incentrata su un'unità della sezione omicidi della polizia di Baltimora.

## Episodi
| Stagione         | Episodi | Prima TV originale | Prima TV Italia |
| ---------------- | ------- | ------------------ | --------------- |
| Prima stagione   | 9       | 1993               | 1996            |
| Seconda stagione | 4       | 1994               |                 |
| Terza stagione   | 20      | 1994-1995          |                 |
| Quarta stagione  | 22      | 1995-1996          |                 |
| Quinta stagione  | 22      | 1996-1997          |                 |
| Sesta stagione   | 23      | 1997-1998          |                 |
| Settima stagione | 22      | 1998-1999          |                 |

## Opere derivate
- Dopo la conclusione della serie è stato prodotto il film televisivo Homicide: The Movie, trasmesso dalla NBC il 13 febbraio 2000.
- Nel 1997 è stata realizzata una webserie, Homicide: Second Shift, spin-off della serie principale, i cui episodi sono stati pubblicati sul sito dedicato della NBC, Homicide.com.
- In un doppio episodio di Law & Order - I due volti della giustizia, si incontrano una prima volta i detective di New York con quelli di Baltimora. Il personaggio di John Munch però si ritrova, anni più tardi, interpretato dallo stesso attore come personaggio fisso nel cast della serie televisiva spin-off Law & Order - Unità vittime speciali.